# Epigynum
Epigynum és un gènere de fanerògames de la família de les Apocynaceae. Conté cinc espècies. És originari del sud de la Xina i regions tropicals d'Àsia.

## Taxonomia
El gènere va ser descrit per Robert Wight i publicat a Icones Plantarum Indiae Orientalis 4(2): 4. 1848.

## Espècies acceptades
A continuació s'ofereix un llistat de les espècies del gènere Epigynum acceptades fins a octubre de 2013, ordenades alfabèticament. Per a cadascuna s'indica el nom binomial seguit de l'autor, abreujat segons les convencions i usos.
| - Epigynum auritum (Schneid.) Tsiang i P.T.Li - Epigynum cochinchinensis (Pierre) D.J.Middleton - Epigynum graciliflorum (Pit.) Pichon - Epigynum griffithianum Wight - Epigynum ridleyi King i Gamble |